# Nadváha
Nadváha je předstupeň obezity, někdy bývá označována jako první stádium obezity. Přináší zvýšené riziko zdravotních komplikací. Pro evropskou populaci je podle kritérií Světové zdravotnické organizace (WHO) definována indexem tělesné hmotnosti (body-mass index, BMI) v rozmezí 25 až 30. Pro asijskou a pacifickou populaci je nadváha definována rozmezím BMI 23 až 25, někdy 23 až 27. Hodnota BMI nad 30 u bělošské evropské populace je označována jako obezita.
Orientačním ukazatelem nadváhy je také obvod pasu. Při obvodu nad 94 cm u mužů a nad 80 cm u žen jde o nadváhu. Za obezitu je považován orientační obvod pasu vyšší než 102 cm u mužů a 88 cm u žen. Existují další ukazatele (poměr obvodu pasu k obvodu hýždí, měření tloušťky kožní řasy apod.).

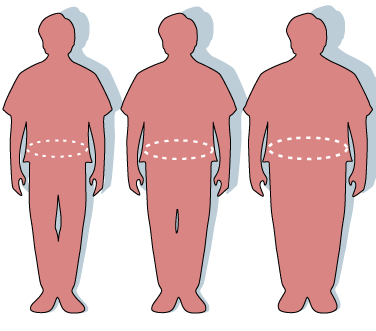
Obvod pasu muže s ideální hmotností, s nadváhou (nad 94 cm), obézního (nad 102 cm)

Příčiny nadváhy lze obecně rozdělit do několika skupin:
- vyšší příjem energie než její výdej
- genetika a vrozené dispozice
- poruchy metabolismu
- užívání některých léků
- psychické faktory
- nevhodné jídelní návyky z rodiny
- hormonální vlivy
- stres
- přejídání ve večerních hodinách
- příjem málo tekutin

## V České republice
V České republice nadváhou či obezitou trpělo k roku 2024 přibližně 60 % dospělé populace a třetina dětské populace, podobně jako v dalších evropských zemích. Podíl obyvatel trpících nadváhou přitom od 20. století citelně vzrostl.